# Новий Сад (Сімферопольський район)
Нови́й Сад (крим. Novıy Sad) — село Сімферопольського район Автономної Республіки Крим, входить до складу Гвардійської селищної ради.
Відстань від райцентру до населеного пункта становить 24 кілометрів по прямій.
Новий Сад — одне з наймолодших сіл району: офіційний статус села отримало 9 червня 2000 року.

## Сучасність
У селі, на 2016 рік, 3 вулиці і «квітковий квартал», площа, займана селом 68 гектарів, на яких в 176 дворах, числило 495 жителів.
При селі діє Степове відділення Нікітського ботанічного саду, з 1966 року працює СОРТОВИПРОБУВАЛЬНА СТАНЦІЯ (квітково-декоративний госсортоучасток) в «зоні передгірного карбонатно-Чорноземного степу».